# Kwas metaborowy
Kwas metaborowy, HBO2 – nieorganiczny związek chemiczny, powstający wskutek ogrzania kwasu ortoborowego do 170 °C.
Z postaci gazowej, w której jest otrzymywany, polimeryzuje do długich łańcuchów podczas ochładzania i pod taką postacią stosuje się go w kosmetologii jako środek przeciwzapalny.
Tworzy sole – metaborany (metaoksoborany), np. metaboran sodu.